# ONE OUTS
『ONE OUTS』（ワンナウツ）は、甲斐谷忍による日本の野球漫画。サブタイトルは「Nobody wins, but I!」。集英社の『ビジネスジャンプ』1998年24号から2006年18号まで連載され、その後、後述のアニメ化に伴い、2008年10月1日発売の『ビジネスジャンプ』誌上にて「ONE OUTS 疑惑のオールスター戦編」として短期集中連載された。単行本は全20巻（本編が19巻まで。疑惑のオールスター戦編が20巻となる）。
2008年10月より2009年3月までテレビアニメが放送された。

## あらすじ
1999年、プレーオフシーズン。長年に渡ってプロ野球チーム「埼京彩珠リカオンズ」に所属し、天才打者・児島弘道は、優秀な個人成績を残しながらも、一度も優勝経験がなかった。児島は優勝に必要な何かを探すため沖縄で自主トレーニングに励んでいたところ、賭野球「ワンナウト」で無敗を誇るピッチャーであり、天才勝負師の渡久地東亜と出会う。1度目のワンナウト勝負は完敗したものの、リベンジの勝負で捨て身で勝利をもぎ取った児島は、渡久地には優勝に必要な何かがあると感じ、リカオンズ入団とチームを優勝させることを要求し、渡久地は敗者としてこれを引き受ける。
万年Bクラスの弱小球団であるリカオンズに入団した渡久地は、オーナーの彩川恒雄に、完全出来高制の年俸契約「ワンナウツ契約」を提示する。チームの成績に全く興味がなく、密かに計画している球団売却のために黒字幅を大きくしたい彩川は、明らかに投手側に不利な契約を快く引き受ける。しかし、彩川の予想とは裏腹に、渡久地は類稀なる勝負勘と制球力で、アウトの山を築き、億単位の暫定年俸を稼いでいく。

### 強豪達との戦い
渡久地はオープン戦でマリナーズやフィンガーズを難なく抑え、ワンナウツ契約により2億7000万もの巨額の報酬を獲得したが、シーズン開幕後は起用されず、チームは開幕11連敗し例年通りの最下位で始まる。オープン戦での負け分を取り戻したい彩川は、渡久地の先発する試合で、自身の命令を聞くイヌであるショート吉田にわざとエラーをさせたが、失敗して渡久地の勝ち分は4億2000万に増える。焦る彩川はローテーションを無視した連続先発起用や、三塁に走者がいるなどの危機時のみにピンポイントリリーフによる起用を監督に命じて渡久地の失点を誘うが、その中でも渡久地はしたたかにアウトを稼ぐ。雨天コールドを狙って時間稼ぎのための反則合戦でリーグ一位のマリナーズを制し、俊足のジョンソンによるホームスチールを狙うバガブーズは様々な作戦でホームスチールを防ぎ勝利した。チームぐるみで不正を行なうブルーマーズとの戦いでは、そのイカサマを逆用してイカサマを封じ、リカオンズは定位置となっていた最下位をついに脱出する。また、この時点で渡久地の推定年俸は43億6000万となる。
一方、当たり屋を使い渡久地の出場停止を狙うも渡久地に防がれ意気消沈する彩川であったが、ガラリアンズから渡久地獲得のトレードの誘いが来たため、これを受けて渡久地の放出を企む。

### 新・ワンナウツ契約
渡久地は、児島との約束を果たすため、バーターとして自分と一緒にガラリアンズに送られることとなっていた芽のない二軍選手である倉井・ムルワカ・菅平の3人を利用して、新・ワンナウツ契約と称する新しい完全出来高制の年俸契約を提示する。今度の契約であれば渡久地に勝てると踏んだ彩川はトレードをやめ、新契約の元で渡久地は登板することとなる。
一軍登録された倉井ら3人は、彩川の予想通りチームの足を引っ張り、40億を超えていた渡久地の勝ち分を急速に減らし、ついには渡久地の暫定年俸はマイナスとなる。しかし、渡久地は倉井・ムルワカの才能に気づいており、秘策によって彼らの才能を開花させる。更に菅平も再起させて黒字を奪還し、倉井と天海の一打席の特別勝負も仕掛け、勝ち分は約60億となる。その後、倉井らも活躍する中で、もはや新・ワンナウツ契約では60億を帳消しにする策はないことに気づいた彩川は、ブルーマーズの投手を買収して、渡久地にデッドボールを浴びせ、指を負傷させる。そして翌日の試合で勝ちを確信してレート200倍の大勝負を挑むが、渡久地は負傷していたフリをしていただけであり、この試合で渡久地はオープン戦以来の完全試合を成し遂げ、彩川は一夜にして270億円を失う。

### オーナー協定とLチケット
200倍レートでの大敗が決定打となり、彩川組は資金を借りていた外資ファンド「ロンウッド・キャピタル」に乗っ取られ事実上倒産する。ロンウッド・キャピタルはリカオンズを売却すると言い、買い手がつかない場合はシーズン途中でも解散するという。一方で買収に唯一名乗りを挙げたトロンポスの三田村は、1リーグ化を企む球界のドン・田辺常行の意向で動いており、三田村はリカオンズを買収したら選手全員を解雇すると宣言し、リカオンズは存続の危機に立たされる。リカオンズ優勝という目的のため、シーズン前から三田村とつながっていた渡久地は、三田村らの狙いを知って彼らを出し抜き、ロンウッド・キャピタルからリカオンズを個人で買収し、前代未聞の選手兼球団オーナーとなる。
思惑を潰された田辺は、他チームのオーナーと共に渡久地をオーナーとして認めないことで渡久地潰しを図るが、渡久地は毎週ごとのリカオンズの成績と売上を一定以上維持する限り、暫定的に渡久地をオーナーとして認める「オーナー協定」を提案し、履行が到底不可能と考えた田辺はこれを呑む。しかし、田辺の思惑は外れ、渡久地はLチケットの導入によって、球団経営の黒字化とチーム強化を同時に実現してしまう。

### 王者マリナーズや田辺常行との戦い
業を煮やした田辺は強権を発動し、河中や天海、水町といったパ・リーグの精鋭選手達を金銭トレードによりすべてマリナーズに集めさせる。一方、渡久地は、オーナー会見で読唇術のブラフを使って、マリナーズ選手の心理を操って内部対立を煽り、更に戦う前から負け犬思考であったリカオンズ選手達の意識を勝負に向けさせる。これによってチーム不和が露呈したマリナーズは意識改革されたリカオンズに大敗し、王者を下したリカオンズの勢いが増していく。
一度は内部崩壊したマリナーズであったが、高見は渡久地の投球の対策を編み出し、渡久地はついにシーズン初ホームランを被弾。これによって結束を固めたマリナーズは、一時は渡久地の心理操作で再度の崩壊に見舞われるも、高見とブルックリンの活躍によって再度立て直し、王者として復活する。マリナーズは猛打で渡久地を大炎上させるが、リカオンズ選手も生まれ変わっており、王者マリナーズに引けを取らなくなっていた。
シーズン終盤、リカオンズとマリナーズの2強状態で一進一退の中、田辺はマリナーズを後押しするためリーグの特別報奨を発表する。それは、残り試合においてリカオンズに負荷を掛けるものであったが、リカオンズの選手たちはまったく意に介さず、首位こそマリナーズに奪還されるも田辺の狙いは外れ、勝負は最終戦に持ち越される。

### リーグ優勝決定戦
もつれたリカオンズとマリナーズの優勝争いは、最終の直接対決5戦によって決まることとなり、2勝すれば優勝決定のマリナーズに対し、リカオンズは4勝が必要となる。1日目、先発登板した渡久地は、前回のマリナーズ戦と同様に滅多打ちにされ、36点を献上し大敗する。これによってマリナーズも世間も、マリナーズの優勝を予想するが、リカオンズの面々はまったく負ける気がなく、むしろ勝つための準備が整ったという。
2戦目は特にリカオンズに不穏な動きはなく、相変わらずマリナーズの重量打線が火を吹くも決定打に欠け、リカオンズが勝つ。続く3戦目も同様にリカオンズが勝ち、マリナーズ側に不安が渦巻いていく。4戦目の途中で、実は1戦目に渡久地によってマリナーズ打者陣の打撃フォームが歪められていたことが発覚し、急遽対策を立てるも修正できず、リカオンズが勝負を制する。
優勝決定の最終戦。熾烈な投手戦で0対0の中、児島は渡久地から指摘された勝負への執念によって河中からホームランを打ち、これがリカオンズ勝利の決定打となる。リーグ優勝を果たしたリカオンズであったが、そこに既に渡久地の姿はなかった。
引退した児島は、市民球団として再出発を果たしたリカオンズの監督に就任し、いなくなった渡久地に感謝の言葉を送る。

## 解説
作者は単行本第2巻において、「この作品はあらゆる野球漫画のアンチテーゼとして作られた」と述べており、その根拠として「主人公のピッチャーが豪速球を投げない」「努力と根性が必ずしも勝利に結びつくとは限らない。」そして最大の根拠に「主人公が悪党である。」の三点を挙げている。
半年ペースで連載と休載を繰り返す、いわば半不定期連載のスタイルを取っていたが、連載中盤から終了までは完全に定期連載となった。
本作単行本の巻末には、その巻に収録されているエピソードを題材にしたパロディ漫画が掲載されている。

## 登場人物
※登場人物の説明の声 - （人物名）はテレビアニメ版における声の出演者。

### 埼京彩珠リカオンズ
パ・リーグ所属のプロ野球チーム。本拠地は埼玉県大宮市（現さいたま市）。親会社は大手ゼネコンの彩珠組（連載後期は「彩川組」となっている）。昨シーズンまで3年連続最下位という超弱小チームだが、国民的ヒーロー児島の存在・強い地元意識・6万人収容のスタジアムのおかげで、観客動員数は多い。なお、球団経営は先代の会長が道楽でやっていただけと記されている。

#### 選手
渡久地 東亜（とくち とうあ）
声 - 萩原聖人
本作の主人公。背番号77。投手。右投右打。年齢は20歳過ぎ。
派手に逆立てた金髪がトレードマークで、体つきは細身で目つきは鋭く顎は尖っている。常にクールでふてぶてしく、他人を見下したような言動が多い。上下関係の厳しいプロ野球に対しても年長者にもそのような対応を取る。選手時代はヒーローインタビューや取材は拒否していたが、オーナーになってメディア出演すると敬語でコマーシャルに出演するなどファンサービスを行った。自分に厳しい一面もあり、自分が奇策などで一矢報いられても相手の戦術を認める潔さを持つ。沖縄で行われていた賭野球「ワンナウト」や他のギャンブルで無類の強さを持つ勝負師で、児島とワンナウト勝負をし、児島の強い覚悟を持ったプレーに敗れたものの、児島から「勝負師としての才覚、そしてチームに足りない人材」であることを認められ、リカオンズに誘われる。その後、彩川との「ワンナウツ契約」を交わしてリカオンズに入団。
持ち球は平均120km/h台（MAX130km/h台）のストレートのみだが、木野崎が世界一とまで言うほどの非常に精密な制球力を持つ。また球速や投球の回転数をリリースの瞬間に自在に変えることができ、手元で沈む低回転ボールや、見た目よりも沈まない高回転ボールなど、何種類ものストレートを投げ分けることが出来る。そして、驚異的な洞察力により相手の微妙な動作から思考を把握することで、リリース直前でまで球筋を変えることができる。
加えて、長年のギャンブル経験と勝負師としての才覚により、悪魔的な洞察力・心理操作術、動揺やプレッシャーとは無縁で窮地を楽しむ精神力、従来の野球の常識を覆す発想力、山場を敏感に察知する勝負勘、情報やルールを綿密に調べておく周到さなどを持ち、ありとあらゆる駆け引きを行う。また読唇術の心得もある。
試合の合間にも喫煙するヘビースモーカー。ピッチングのスタミナはあるが、走塁は苦手で走らされると消耗する。打撃は不得意だが、狙い球を絞って打点を挙げたこともある。守備も無難にこなせるが、わざとエラーし対戦相手を罠にはめたこともあった。
作品後期にはワンナウツ契約で勝ち続けた年俸でリカオンズ球団の経営権を獲得、選手兼オーナーとなり、選手たちの考え方や精神面への改革を含めて、経営に大幅なテコ入れを行った。
リカオンズ優勝の瞬間を見届けることなく最終戦で姿を消し、日本シリーズにも出場することはなかった。その真意は自身がリカオンズに対して居心地の良さを感じていることに気付いたためであり、「勝負師は孤独な鉄火場で生きるもの」という自らの信念を児島に告げ、チームを去った。
「疑惑のオールスター戦編」では先発・中継ぎ・抑えの投手部門全てでファン得票数1位になるなど圧倒的な人気だった。
次作となる『LIAR GAME』の主人公（秋山深一）は、駆け引きの天才だが人間性0の渡久地というキャラクターを踏まえ、駆け引きの天才だが弱みを付け加えたと作者が述べている。
児島 弘道（こじま ひろみち）
声 - 磯部勉
背番号9。右翼手またはDH。右投左打。43歳。
リカオンズ不動の4番で、二度の三冠王を含む数々の個人タイトル（新人王、首位打者7回、本塁打王5回、打点王8回）を手にし、長きに渡って球界を牽引してきた国民的な大打者。
しかし、その経歴に反しプロ生活21年で優勝経験は未だになく、「不運の天才打者」と呼ばれている。それについて本人は、優勝できないのは不運であるからではなく、優勝するための何かが足りないためだと考えている。
温厚かつ面倒見のいい性格で、後輩からの信頼も厚い。野球に対する姿勢は誰よりも真剣であり、それゆえに賭野球を行う渡久地に対して出会った当初は強い怒りを露にしていたが、渡久地との勝負以降はその実力と勝負哲学、そして自分の内にあった驕りの心を素直に認め、渡久地がリカオンズに入団して以降はよき理解者となり、クセの強い性格の渡久地と他の選手達との仲立ち役となる。渡久地も信頼を置いており、児島のみに自身の真意や本音を伝えることも多かった。引退間近の年齢ながら主砲として打撃面でチームを牽引する。
シーズン終了後、市民球団となった新生リカオンズの監督に就任した。
「疑惑のオールスター戦編」ではDH部門でファン投票1位を獲得。渡久地を除けば得票数は最も多く、部門別ならば最多得票をとっている。
　特別編　「最後の夏」では高校時代が描かれており、元々投手であったが、怪我で断念して同級生でチームメイトの青山の提案から打者に転向した。その後児島の活躍で高校は甲子園に出場して、プロに選ばれたと語り、青山には感謝しきれないと語っている。
出口 智志（いでぐち さとし）
声 - 山口勝平
背番号3。捕手。右投右打。
リカオンズの正捕手であり、選手会長も務めている。チーム内で児島と並ぶ常識的な人物で、渡久地にたびたび振り回されながらも、彼のよき女房役となる。
目立った成績は残しておらず、作中でも高見（後述）に「あの出口でも渡久地の球を捕れてるんだから」と言われているように、作中では大したことのない捕手とされる場面もあるが、渡久地のストレートにノーサイン（渡久地はリリース寸前まで相手を観察して球種を決めるため）で対応したり、倉井が初めて投げた160km/h超の豪速球を倒れこみながらも捕球するなど、キャッチングの技術はある。渡久地の球はノーサインのため、5球に1球はこぼすらしい。打撃面はよくチャンスで打つ場面があり、打順は主に6番（アニメでは7番から9番）を担う。
渡久地の投球を捕球するため、渡久地が何を考えどのような球を投げるのか、打者の観察や推測を行うようになった結果、日本シリーズでは渡久地が不在であったにもかかわらず、自然と絶妙な配球が行えるようになったことを優勝後のインタビューで述べている。
頭の回転が早く、渡久地の問いかけにもいち早く気付く場面が多い。渡久地にも児島同様に信頼を置かれており、ブルーマーズ戦では3人で秘密裏に作戦を進めた。
「疑惑のオールスター戦編」ではパ・リーグ捕手部門に3位で選ばれ出場した。
倉井 一（くらい はじめ）
背番号66。投手。右投右打。高卒で入団し、今年で3年目。
気の弱い性格で少年時代はいじめられっ子だったが、中学時代の恩師・南田に速球の才能を見出され、野球一筋の道を歩む。その後リカオンズのテストを受け、全てのテストで基準点を満たさないという成績ながら、スカウトの奈良沢に推薦され、ドラフト外でリカオンズに入団。
トルネード投法によるMAX165km/hの世界最速の豪速球を持つ。しかし、ムルワカのフリーバッティングで投手を務めた際、ムルワカの頭部に豪速球を直撃させ、ボール恐怖症を植えつけてしまったため、トルネード投法を封印して、打ちやすいボールばかりを投げていた。「新・ワンナウツ契約」による一軍昇格後、渡久地の呼び寄せた南田の声援を受け覚醒。再び豪速球投手として花開いた。スタミナがなく疲労すると球速が急激に落ちる「絵に描いたような30球肩」で、先発できないが、リカオンズ不動のストッパーとして活躍する。
「疑惑のオールスター戦編」では抑え投手部門でファン投票3位を獲得。
ジョン・ムルワカ
背番号96。DH。右投右打。
ドミニカ出身で、2m7cmの長身。アメリカ3Aで3年プレーした後、奈良沢にスカウトされリカオンズに入団。アダルトビデオを見て日本語を覚えたため、言葉遣いが少しおかしい。
パワーとバッティングセンスに非凡なものを持っていたが、バッティング練習中に倉井の160km/h超の死球を頭に受け、ボール恐怖症となってしまう。その影響で死球の危険を見定めてから振るため、どんなボールにも例外なく振り遅れるようになり、強烈な打撃不振に陥っていた。「新・ワンナウツ契約」による一軍昇格後、渡久地の策により振り遅れの矯正に成功。以降は児島に次ぐリカオンズの大砲として活躍する。
「疑惑のオールスター戦編」ではDH部門でファン投票3位を獲得。
菅平 源三（すがだいら げんぞう）
背番号22。左翼手および一塁手、二塁手。右投右打。35歳。
かつては入団2年目にして一軍レギュラーの座を獲得し上位打線を打っていたが、練習中のケガで2シーズン近くを棒に振ったことで腐ってしまい、酒やギャンブルに溺れ、家族にも逃げられていた。
渡久地は菅平に何ら才能を感じなかったため見捨てるつもりだったが、児島の懇願により倉井・ムルワカと共に「新・ワンナウツ契約」で一軍昇格。倉井とムルワカが結果を出す中、一本のヒットも打てないで燻っていた。児島と渡久地の叱咤によりかつての野球への執念を蘇らせ、自分のクビを賭けた打席で、捨て身で打点を挙げて選手生命を繋ぐ。
その後は、怪我の治療も兼ねて二軍で調整していたが、MVPチケット導入後、そのギャンブル依存症のエネルギーが全て野球に向けられるようになり（観客の投票によってその試合で活躍した選手の配当金が定まるため）、二軍の試合で打撃、走塁、守備で目覚しい活躍を見せて一軍に合流。以後、積極的かつ頭脳的なプレイをする曲者として活躍する。
吉田（よしだ）
声 - 西村朋紘
背番号6。遊撃手。右投右打。
大学時代は将来を期待された速球派投手だったが、プレッシャーの弱さからプロ入り後は結果を残せず、二軍でくすぶるようになる。そんな折、彩川の企みで八百長騒動に巻き込まれてしまい、彩川の忠実な配下となり野手へと転向。
イーグルス戦で彩川の命を受け、わざと渡久地が失点するようエラーし足を引っ張るが、渡久地の活躍と自分への言葉に心を動かされ渡久地に協力、最後は投手として渡久地からマウンドを引き継ぎ、リカオンズのシーズン初勝利を飾った。試合後、リカオンズを退団して渡米、再び投手として1Aへと挑戦する。
今井 建一（いまい）
声 - 奈良徹
背番号15。遊撃手（三塁手も守ることができる）。右投右打。特徴は横分けの髪型。
主にクリーンナップを任せられ、児島が復帰するまで4番を務めた。熱血な態度を見せたり冷めた顔や動揺しやすく感情の起伏が非常に激しい。
「疑惑のオールスター戦編」では遊撃手部門でファン投票2位を獲得。
藤田 晋（ふじた）
声 - 逢坂力
背番号7。三塁手（外野手として守ることもできる）。右投右打。特徴はリーゼントヘア。
アニメでは児島が復帰するまでクリーンナップを任され、復帰後は主に6番を打つ。気性が荒く、渡久地の物言いややり方に納得できずに衝突することもある。
昨シーズン、太ももを痛め満足な送球が出来なくなったのが原因で、左翼手から三塁手にコンバートされている。
「疑惑のオールスター戦編」では三塁手部門でファン投票2位を獲得。
胡桃沢 浩二（くるみざわ）
声 - 高城元気
背番号5。左翼手。右投右打。眼鏡がトレードマークで、情報収集が得意。
主に代打で起用されている。長打力はないが、作中では満塁ホームランを2本放つ。
リカオンズの選手の中では数少ない穏やかな選手であるが、研究熱心でチームを優勝させようという渡久地の意志に積極的に理解を示すなど、芯は強い。
「疑惑のオールスター戦編」では外野手部門でファン投票5位を獲得。
荒井 英雄（あらい ひでお）
声 - 大畑伸太郎
背番号41。一塁手および左翼手、DH。右投右打。計算が苦手。
長打力があるのでクリーンナップを任せられることが多い。カウント1-2には滅法強いが、2ストライクに追い込まれると途端に打てなくなってしまう。
初登場時は「荒井」だが、再登場時は「新井」となっている。
富岡（とみおか）
声 - 園部好德
背番号12。右翼手（二塁手も守ることができる）。右投右打。
バントが上手く2番を打つことが多い。愛妻家らしいが、渡久地に浮気の弱味を握られ、バガブーズ戦でチームの指示に逆らわされた。
フェンスに激突し、鼻血が出ながらもアウトをとるなど好守が比較的多い。
近藤 太（こんどう）
声 - 徳本恭敏
背番号19。中堅手。左投左打。鼻の日除けペイントが特徴。
1番や8番など繋ぐ打順を打つことが多い。イーグルス戦で左太ももを痛め、一時戦線離脱する。
昨シーズンはホームラン4本だが、作品終盤で吉田から最初にホームランを打ち、チームメイトを驚かせた。
「疑惑のオールスター戦編」では外野手部門でファン投票4位を獲得。
西村 恭介（にしむら）
声 - 徳本恭敏
背番号30。一塁手（二塁手も守ることができる）。右投両打。坊主頭が特徴。
主に7～9番を打つ。鈍足だが、マリナーズ第3戦目ではプロ入り初盗塁を含む、1イニング2盗塁を決めた。
「疑惑のオールスター戦編」では一塁手部門でファン投票3位を獲得。
井之町 三太（いのまち）
声 - 徳本恭敏
背番号28。二塁手。右投左打。
主に1番を打つ。他のメンバーに比べて圧倒的にセリフは少ないが、出塁している場面が多い。
「疑惑のオールスター戦編」では二塁手部門でファン投票3位を獲得し、1位と2位を差し置いて第1戦にスタメン出場。初球セーフティバントと盗塁を決めた。
高橋 正征（たかはし ただまさ）
背番号28。投手。左投げ。金髪で目つきが悪い。
二軍から上がった倉井、ムルワカ、菅平を馬鹿にしていたが、ムルワカの打撃矯正に協力させられる。シーズン後半は4連勝と活躍。
初登場時は名前の読みが「ただまさ」だが、再登場時は「まさゆき」となっている。
長谷川 順平（はせがわ じゅんぺい）
声 - 不明
背番号13。投手。右投げ。ヒゲ面。
ブレーキのかかったカーブとそこそこに速いストレートを武器とするリリーフ。喧嘩っ早く、西岡とは揉み合いを起こす。
西岡（にしおか）
声 - 逢坂力
背番号21。投手。右投げ。
セットアッパー。投球後、一塁側に倒れこむ癖がある。バガブーズ戦ではジョンソンに最初にホームスチールされた。
三井（みつい）
声 - 不明
背番号19。投手。右投げ。老け顔。
先発としても投げるが、西岡らと共にセットアッパーを任せられることも多い速球派。
中根（なかね）
声 - 高木渉
背番号54。投手。右投右打。
児島の沖縄自主トレで打撃投手を務めた。渡久地の二軍見学時に再登場。高校の頃は4番だった。あまり真面目とは言えず、チンピラと喧嘩して野球に支障が出る怪我をするなど選手として自覚に欠ける部分もある。

#### 首脳陣
彩川 恒雄（さいかわ つねお）
声 - 内海賢二
リカオンズのオーナー。彩珠組（彩川組）会長。チームの勝敗には全く興味がなく、球団経営を企業グループ全体での収支でしか考えていない。
渡久地をすぐに追い払うためにワンナウツ契約を受諾。圧倒的にオーナー側に有利な契約のはずだったが、予想を遥かに上回る結果を見せつけられる。渡久地を激しく敵視し、利益とプライドのために様々な妨害工作を画策し、社長室のテレビで一喜一憂しながら試合を観戦している。ことごとく渡久地にしてやられ、彩珠組の株式を担保に借金して渡久地との勝負を続けていたが破綻し、臨時株主総会を経て、球団オーナーおよび彩珠組会長を辞任する。
秘書（仮称）
声 - 安井邦彦
彩川の側近。坊主頭で眼鏡をかけている。常に冷静沈着で、彩川の代わりに策を考案することもある。
及川 満夫（おいかわ みつお）
声 - 古川登志夫
リカオンズ広報部長。59歳。オーナーの側近だが、善良な性格と、損得に関係無く純粋にリカオンズの勝利を願う立場から、渡久地のことを気にかけている。オーナーと渡久地の間ではあくまで中立で、渡久地にはオーナーと和解し通常の契約を結ぶよう何度も進言する一方で、オーナーの企みを密かに渡久地に連絡している。
4年前妻に先立たれ、2人の息子は自立。所沢市のマンションでペットの犬ディンヒルと暮らしている。
三原 雄三郎（みはら ゆうざぶろう）
声 - 飯塚昭三
リカオンズ監督。就任7年目。単純かつ弱気な性格で監督としての能力は頼りなく、チームが窮地に陥るたびに廃人になったり氷漬けになったり犬になったりするギャグキャラクター。
オーナーの言いなりで、チームの実質的な指揮権はほとんどないが、渡久地に買収されたり、監督としてチームの勝利を本気で考えオーナーに反旗を翻すこともある。彩川オーナーと渡久地の「ワンナウツ契約」は知らされておらず、二人の間で板挟みになっている。渡久地の奇策を受け入れたり、オーナーによる無茶な登板指示を繰り返しながらも勝ち星は挙げているため、世間からは「三原マジック」と呼ばれている。
オーナーが渡久地に変わった後も監督を務めるが、実質的には渡久地がチームの指揮権を握っていた。
アニメ版では「アッチョンブリケ」と叫ぶなどギャグ要員としての描写がより濃くなっている。
冴島 明夫（さえじま　あきお）
声 - 内田直哉
リカオンズのピッチングコーチ。座右の銘は「走れ!走れ!」。
木野崎（きのさき）
声 - 飛田展男
リカオンズのトレーナー。児島の沖縄自主トレに帯同。
渡久地の二軍見学時とストーリー終盤にそれぞれ再登場。そのたびに渡久地に「誰だっけ?」と言われるのがお約束。
奈良沢 考造（ならさわ こうぞう）
元リカオンズスカウト。81歳。
無名時代から児島に目をつけるなど、かつてはスカウトの鬼と呼ばれていた。晩年はボケ気味との評判だったが倉井とムルワカを見出し、入団させた。

### 千葉マリナーズ
パ・リーグ所属。高見・ブルックリン・トマスを中心とした打撃力が特徴で、昨年まで4年連続リーグ優勝、3年連続日本一という常勝チーム。
物語後半、渡久地がオーナーとなったリカオンズを潰すため、シーズン途中で田辺の思惑により、大幅な戦力増加が図られる。最終盤までリカオンズと優勝争いを演ずる。
高見 樹（たかみ いつき）
声 - 松風雅也
背番号4。三塁手。右投右打。マリナーズの5番バッター。大卒で入団し、今年で3年目。
金髪と鼻につけたピアスが特徴の青年。本塁打記録などは、ブルックリンや天海に及ばないものの、並外れたバッティングセンスと驚異的な動体視力から天才と呼ばれ「影の主砲」の異名を持つ。思考も明敏で、物語全体を通して渡久地を苦しめ、最大の障害となる。
最初の渡久地との勝負では、第一打席でその動体視力から渡久地の投球の秘密を解明し、チームメイトのバットをブルックリンの重いバットと交換する策を打つ。物語後半には自費で渡久地の投球を再現するピッチングマシーンを作成し、自力で渡久地からホームランを打った最初の打者となる。渡久地の仕掛けたチーム不和も、彼の策謀だと理解した上でその対策に奔走する。
「疑惑のオールスター戦編」では三塁手部門でファン投票1位を獲得。渡久地を除き、児島に次ぐ投票数を獲得している。
ブルックリン
声 - 大友龍三郎
背番号30。DH。右投左打。マリナーズの4番バッター。
大柄な体格の助っ人外国人。自信家でビッグマウスかつ短気で粗暴。多少のボール球でも160mのホームランにし、芯を外しても安打にする怪力を持ち、通常より重い1.1キログラムのバットを使用している。感情が昂るとすぐに自分のバットをへし折るため、毎試合30本のバットを用意している。
思考が単純であるため、渡久地を大の苦手とし、高見が考案したバット交換作戦も使えないなど、物語前半においては渡久地から一本もヒットを打てなかった（反則合戦を除く）。マリナーズが強化された直後も、天海へのライバル心を利用されて、渡久地の仕掛けたチーム不和の一因となってしまう。しかし、高見が渡久地攻略とチーム不和改善を狙った訓練は、他の選手が脱落する中でやり遂げ、ついに渡久地からホームランを打って高見の狙い通りチームの不和改善と打撃強化を果たす。
アニメ初登場時は流暢な日本語を使っていたが、次の回からは片言の日本語を使うようになった。
「疑惑のオールスター戦編」ではDH部門でファン投票2位を獲得。
トマス
声 - 関智一
背番号57。左翼手。右投右打。マリナーズの3番バッター。
長打力のあるアベレージヒッターで、足も速く昨年は25盗塁を記録している。球種を読んで打つタイプ。
高見に次ぐ優秀な頭脳と、新聞を普通に読めるほど日本語に堪能な人物。前述のブルックリンのなだめ・突っ込み役。
「疑惑のオールスター戦編」では外野手部門でファン投票2位を獲得。
吉良 信光（きら のぶみつ）
声 - 鳥海浩輔
背番号17。投手。右投げ。31歳。身長190cm。
マリナーズ投手陣で一番の長身で、寡黙で声が小さいことから「静かな巨人（サイレントジャイアント）」と呼ばれる。フォークボールを得意とし、制球力も高い。投手としての能力は高く、シーズン二桁勝利を記録しているにもかかわらず減俸されるなど、打撃篇重のチームで不当な扱いを受けている。そのため、反則合戦においてはあえて渡久地の策に協力したり、渡久地によるチーム不和の策謀では天海派についたりする。
田代 浩二（たしろ こうじ）
声 - 徳本恭敏
背番号19。投手。右投げ。
主に中継ぎで登場するサイドスロー投手。カーブを得意とする。出っ歯が特徴。
「疑惑のオールスター戦編」では序盤まで中継ぎ投手部門でファン投票2位を獲得していたが、最終的に3位圏外になった。
山川（やまかわ）
声 - 加瀬康之
背番号11。二塁手および遊撃手。右投左打。
マリナーズの一番打者。戦力強化後は北大路にその座を奪われるが、場合によっては上位打線を打つこともある。
野添 修一（のぞえ）
声 - 園部好徳
背番号5。外野手。両打ち。
マリナーズの二番打者。渡久地をなめてかかるが翻弄される。二塁手として守ることもあった。
「疑惑のオールスター戦編」では外野手部門でファン投票3位を獲得。
忌野 喜郎（いまわの よしろう）
声 - 亀井三郎
マリナーズ監督。
常勝チームを率いるベテラン。良くも悪くも平凡・常識的な思考の監督であり、終始渡久地の策に翻弄され、また高見が渡久地対策を考案するため、無能面が目立つ。特に最初の戦い（反則合戦）においては肉を切らせて骨を断つと威勢の良い言葉を口にしたが、その実、吉良・田代などの投手陣を犠牲にしているだけだと気づかず、渡久地の狙い通りになってしまう（試合の敗北寸前に渡久地に指摘され、自分の責任を認めて試合放棄を選択する）。物語後半ではチーム不和の策謀を渡久地の策謀だと気づきつつ、トレードで加入した河中を信用しきれず、高見が渡久地対策を立てるまで問題を長引かせてしまう。
「疑惑のオールスター戦編」ではパ・リーグの監督としてチームを率いる。

### 大阪バガブーズ
パ・リーグ所属。5年前に優勝した経験があるが、ここ数年は成績が低迷し、リカオンズと最下位争いを繰り広げている。今シーズンは監督に知将・城丘克郎を迎え、チームの建て直しを図る。
デニス・ジョンソン
声 - 楠大典
背番号99。左翼手。右投左打。元陸上選手。
ドレッドヘアーで、右目周りに刺青を入れているのが特徴。城丘監督がバガブーズ監督に就任するにあたって唯一引き入れた選手。陸上選手として目立った活躍はなかったものの、全米陸上大会の100メートルに出場した際、予選落ちしたもののスタート後30メートルまでは先頭だったため城丘の目に止まり、塁間（27.432メートル）世界最速の俊足としてスカウトされる。それまで野球経験が皆無ながら、その俊足を活かすために外野守備とバントの技術を一通り教え込まれている。一方、経験不足ゆえに守備においては目を切ることができない、打撃ではバントしかできないなどの欠点を渡久地に見抜かれる。
塁間27.432メートルを2.60秒（大きくリードをとった位置から走った場合で、セーフティバントの場合は3.60秒ほどかかる）で走ることを可能とし、城丘は球速の遅い渡久地では盗塁やホームスチールを絶対に阻止できないと豪語する。ホームスチールによって最初に渡久地を失点させたが、渡久地は城丘のブラフを見破り、その後は敬遠球を投げる位置や上記の欠点によって渡久地に対策され、ことごとく破られる。最終的に筋肉の消耗という問題を突かれ、正面から彼との勝負に敗れる。
次戦のブルーマーズとの試合で、故意の接触により足を壊されてしまいシーズン途中退場となってしまう。
アニメでは一人称が「ミー」になりスタートダッシュ時やファインプレー時に「ファイヤー」と叫ぶ演出が付け加えられている。
木之内（きのうち）
声 - 加瀬康之
背番号13。中堅手。右投左打。
ベテラン選手で、昨シーズン打撃不振のため一軍生き残りを賭けてバント練習を磨いた。
深山（みやま）
声 - 園部好徳
背番号5。二塁手。右投右打。鈍足。
北野（きたの）
声 - 徳本恭敏
背番号57。遊撃手。右投右打。スキンヘッドで関西弁。
三島（みしま）
声 - 逢坂力
背番号4。捕手。右投左打。渡久地の術中に嵌り、満塁のチャンスをことごとく潰してチームに悪い流れを呼んでしまう。
朝倉（あさくら）
声 - 森訓久
背番号8。右翼手。右打ち。普段は5番を打ち、フィンガーズ河中のフォークボールをホームランにしたこともある強打者。
磯辺 優三（いそべ ゆうぞう）
背番号17。投手。右投げ。
中継ぎエース。スライダーとシュートにキレがあるが、胡桃沢によると、シュートを投げる際に右肘が上がる癖がある。
「疑惑のオールスター戦編」では中継ぎ投手部門でファン投票3位を獲得。名前が「磯部」に変更されている。
城丘 克郎（しろおか かつろう）
声 - 小川真司
バガブーズ監督。63歳。城丘高志の実兄。
今季からバガブーズ監督に就任したベテラン監督。学生時代からスター選手として世間の注目を集めた上、プロ入り後もギガンツのエースピッチャーとして長きに渡り君臨、通算321勝という成績を残す。選手引退後も、マリナーズ、スワッターズで監督を務めて両チームを優勝に導き、その采配の見事さから知将と呼ばれる。
監督就任に当たって秘策としてジョンソンを加入させリーグ勝利を目指す。時にブラフも利用しながらジョンソンの有効性を発揮させようとしたが、渡久地に策を破られ、真の狙いはジョンソンではなく自分の頭脳を破ることまでみなされる。ブルーマーズにジョンソンの足を潰されてしまったため、当初の注目ほどの活躍はできずにシーズンを終える。

### 神戸ブルーマーズ
パ・リーグ所属。親会社はオリキス。数年前までリカオンズと同じ観客動員数は高いがリーグ下位常連の弱小球団と知られていたが、後述の大型強化によって王者マリナーズと優勝争いを行うまでになった強豪。特に3年前に建設された天然芝球場のマーズスタジアムでの試合で高い勝率を誇る。
実は城丘ヘッドコーチの指示によってサイン盗みなどが行われており、事故に見せかけて相手を負傷させるなど、チームぐるみで不正を行っている。
相手チームに対する卑劣な行いとは裏腹にチーム内の結束は非常に固い。
ペドロ・ロドリゴ
声 - 相沢正輝
背番号51。一塁手。右投右打。
ブルーマーズ独自の外国人選手競争の中で頭角を現した一人。変化球が極端に苦手だったが、天堂監督のアドバイスにより、変化球を捨て直球のみに的を絞る技術を覚えたとされ、マリナーズ主砲のブルックリンを上回る打球スピードを武器に、本塁打を量産し続けている。実際は、サイン盗みによって得た情報を用いて直球を狙いすましている。
スコット・ウイリアムス
声 - 三木眞一郎
背番号65。投手。右投げ。
ブルーマーズ独自の外国人選手競争の中で頭角を現した一人。ナックルボールを武器に、途中までナックルと似た軌道のシンカー、140km/hのストレートで三振を取り、ブルーマーズのリリーフ投手として活躍。実際にはナックルは重心を偏らせた偏芯ボールとすり替えて行う不正投球であり、スロー映像で見ると縫い目がわからず、実際には5,6回転している。そのため、超人的な動体視力をもつ高見にはボールがほぼ無回転となる本来のナックルではないことを見破られるため、贋ナックルボールを投げられず唯一打ち込まれている。
「疑惑のオールスター戦編」では中継ぎ投手部門でファン投票2位を獲得。
沢村（さわむら）
声 - 加瀬康之
背番号5。捕手。右投右打。
リカオンズ戦での捕手。偏芯ボールを隠し持ち、ウイリアムスにナックルボールの指示を出す。
高附 修一（たかつき しゅういち）
声 - 徳本恭敏
背番号4。三塁手。右投左打。
3番を打つブルーマーズの若手選手。無死1・2塁のチャンスでセーフティバントを決め、リカオンズバッテリーの意表を突いた。アニメでは名前が「高槻」に変更されている。
南芝（みなみしば）
声 - 不明
背番号25。投手。右投げ。
前球団時はノーコン豪速球投手で、1シーズン54与死球と言う不名誉な記録を立てていたが、城丘に拾われ、渡久地に匹敵する制球力の投手に生まれ変わる。
かつての荒れ球のイメージを武器に、打者の腰を引かせている上に、時折わざと危険球を投げている。
川端（かわばた）
声 - 檜山修之
背番号44。代打。右打ち。
渡久地をエメリーボールの実行犯に仕立て上げようとするが、逆に嵌められてしまう。
三波（みなみ）
背番号12。投手。右投げ。シーズン途中に登場。
球種はそこそこのスピードのストレートとスライダー系のボールだけだが、新たに習得したシュートで渡久地のバットを持つ指を狙ってデッドボールをぶつけた。しかし、渡久地には読まれており、逆に嵌められる。
城丘 高志（しろおか たかし）
声 - 辻親八
ブルーマーズヘッドコーチ。バガブーズ監督・城丘克郎の1歳違いの実弟。
三沢オーナー直々に一軍ヘッドコーチに招聘され、オーナーの協力の下、ブルーマーズ不正の総指揮を執る。
現役時代のポジションは捕手。学生時代は兄・克郎とバッテリーを組んでいた。打点王を獲得するなど学生・現役時代と高い実績を残してきたが、克郎の圧倒的な存在感の前に常に二番手以下の扱いを受けてきたため、克郎に対して強い劣等感を抱いており、不正をしてでも兄に勝ちたいと考えている。
天堂 哲治（てんどう てつはる）
声 - 喜多川拓郎
ブルーマーズ監督。現役通算877本塁打、本塁打王獲得17度という不滅の記録を打ち立てた、世界のホームラン王。
監督ではあるが、話題作りと客寄せを目的に招聘されたため、ベンチでの実質的権限はヘッドコーチの城丘が握っている。チームが不正を行っていることは知らず、選手の才能を純粋に信じている。
三沢 純一郎（みさわ じゅんいちろう）
声 - なし
ブルーマーズのオーナー。親会社オリキスの2代目社長。
創業者である18歳年上の兄と常に比較され、経営者として正当な評価を得られないと感じており、兄が成し得なかったブルーマーズの立て直しを図る。不正手段によるチーム強化を発案し、その指揮官として、自分と同じく兄に対してコンプレックスを抱いている城丘を抜擢した。

### フィンガース
パ・リーグ所属。北海道をフランチャイズとするチーム。オープン戦では渡久地に完全試合を許すが、主力打者の天海と北大路の復帰後は破竹の勢いをみせる。大型トレード後は河中、天海、北大路を失いながらもAクラスを維持している。
河中 純一（かわなか じゅんいち）
声 - 寺島拓篤
背番号18。投手。左投げ。
昨年度の新人王。昨年の成績は14勝7敗防御率3.01。MAX160km/h前後の剛速球と落差の大きいフォークボールが武器の本格派左腕。
プロ意識が非常に高い完璧主義者で、味方選手の不甲斐ない態度には怒りを隠そうとしない。オープン戦では渡久地の恐ろしさに誰よりも先に気づいていた。
シーズン途中、マリナーズへトレード入団。
「疑惑のオールスター戦編」では先発投手部門でファン投票2位を獲得。第1戦で先発投手として登板した。
天海 太陽（あまみ たいよう）
背番号24。一塁手。右投左打。
フィンガースの主砲で、来たボールに柔軟にバットを合わせる高い打撃センスを持つ球界でも指折りの天才打者。高見の大学時代の3年先輩にあたり、高見から自分の理想に一番近い打者と評されている。相手の潜在能力を見抜く洞察力も優れており、倉井の実力を一目で見抜いた。趣味は競馬。
シーズン序盤は怪我で欠場していたが復帰。シーズン途中、フィンガースからマリナーズにトレード入団。移籍後は、ブルックリンに代わって四番を務めた。移籍初戦では1試合4本塁打を記録した。
「疑惑のオールスター戦編」では一塁手部門でファン投票1位を獲得。
北大路 剛（きたおおじ ごう）
背番号1。主に中堅手だがリカオンズ戦では遊撃手を守っていたこともある。右投左打。
俊足巧打の業師ながらホームランを狙えるパワーも持ち合わせる打者。変幻自在で何をしてくるか読めないことから、高見に「忍者」と評されている。狙い球を絞らないタイプで、チェンジアップ系の球に強いと自認する。
天海と同じくシーズン序盤は怪我で欠場していた。シーズン途中、フィンガースからマリナーズにトレード入団。試合によっては一番の他、二番や三番を務めた。移籍初戦では8打数8安打を記録した。
「疑惑のオールスター戦編」では外野手部門でファン投票1位を獲得。
仁科 祐一（にしな ゆういち）
背番号4。捕手。右投左打。37歳。
外伝「疑惑のオールスター戦編」の主人公。
かつてセ・リーグのスパローズで10年以上戦っていたベテラン。2年前に2年4億円の契約でフィンガーズへFA移籍したが、直後に持病の腰痛が悪化して1年目は出場はなし、2年目も一軍登録はされているものの出場機会は少なく、年俸に見合う活躍をしていなかった。そのため、オールスターに選ばれるほどの選手ではなかったが、「オールスターゲームなのにスターではない選手を選出して晒しあげる」というリーグ再編問題に不満を抱くファンの抗議の一つとして、ネットの組織票によって捕手部門1位に選出されてしまう。高輪に恨まれており、弱みの持病のカルテを球団にリークすると脅されている。オールスター2戦目で渡久地とバッテリーを組む。しかし、渡久地の実力を見てオールスター試合後は引退を決意し、シーズン終了後コーチになった。
谷川 進一（たにかわ　しんいち）
フィンガース監督。現役時代も含め、40年プロ野球界に身を置いている。

### イーグルス
パ・リーグ所属。渡久地の公式戦初登板時の対戦相手。
水橋 慎二（みずはし しんじ）
声 - 野島裕史
背番号43。投手。左投げ。
縦、横、カットボールの3種類のスライダーとストレートを、全く同じフォームで投げ分ける技巧派投手。昨年の最優秀救援投手である。
リリーフエースとしての責任感が強く、セーブの付かない場面でも自ら登板を志願することがある。
シーズン途中、マリナーズにトレード入団。
「疑惑のオールスター戦編」では抑え投手部門でファン投票2位を獲得。
吉田 均（よしだ ひとし）
背番号31。投手。右投げ。
アンダースローで、日本球界史上最高のサブマリン投手と言われており、昨年、一昨年と二年連続で最優秀防御率のタイトルを獲得している。
初期から名前が出ていたが、実際にリカオンズと対戦するのは後期になってからであった。また34話では名前が梶原に変更されていたが、再登場した時は名前が戻っていた。
シーズン途中、マリナーズにトレード入団。
「疑惑のオールスター戦編」では先発投手部門でファン投票3位を獲得。
岡部 道夫（おかべ みちお）
声 - 加藤将之
背番号7。中堅手。左打ち。
チームNo.1の俊足を誇る。関西弁。渡久地の公式戦最初の対戦打者でリカオンズ吉田の怠慢守備によって一気に3塁まで進んだ。

### 東京読読ガラリアンズ
セ・リーグ所属。プロ野球界の中心にいる最強球団。圧倒的な人気を誇り、試合は全て地上波ゴールデンで放映される。
田辺 常行（たなべ つねゆき）
ガラリアンズのオーナー。球界の首領(ドン)とも呼ばれている球界の最高権力者。物語後半の敵役。
昨今のプロ野球人気低迷から、1リーグ化を画策し、そのためにパ・リーグで唯一黒字を達成しているリカオンズ潰しを狙っている。本来は三田村が彩川から買収する予定であったが、渡久地の介入によって計画を潰されてしまい、彼がオーナーになることを却下しようとする。しかし、渡久地が提案した「オーナー協定」を、リカオンズには達成できないと考え認めてしまう。Lチケットの導入により、オーナー協定の条件である収益と戦績のどちらも安定して達成するリカオンズ及び渡久地を苦々しく思い、河中、天海、北大路、水橋、吉田らパ・リーグの代表選手をすべてトレードでマリナーズに集めるという強硬策を取る。
榎本 喜六（えのもと きろく）
背番号1。左打ち。「疑惑のオールスター戦編」に登場。
セ・リーグ最強打者。大リーグのスカウトが注目するほどの並外れたパワーを誇るスラッガー。

### その他
ビッグママ
声 - 藤田淑子
第1話における狂言回し。「ワンナウト」の主宰者である恰幅のいい黒人女性。
本業であるバー経営の傍ら、米兵たちのために賭場を開いている。数年前に渡久地と知り合い、それから彼のよき理解者となる。
中森 久武（なかもり ひさたけ）
プロの当たり屋。彩川に雇われ、渡久地の車にバイクでぶつかったふりをし出場停止処分にさせようとするが、渡久地に彩川の提示金額以上の金を積まれ、渡久地に有利な証言をした。
南田（みなみだ）
倉井の中学時代の恩師。倉井の速球の才能に最初に気付いた人物。球場に現れ声援を送ったことで倉井が覚醒した。
三田村 要（みたむら かなめ）
ファイナンスリース会社・トロンポスの社長。
田辺に担ぎ出されてリカオンズを買い取ろうと画策し、彩川を追い込むため渡久地と手を組んでいたが、戦力刷新と称しリカオンズのメンバーを全て一新しようと考えていたために、渡久地に出し抜かれる。
青山 満（あおやま みつる）
児島の中学時代の同級生。病弱で癌に脅かされていたが回復して野球部に入部した。児島に憧れており、児島が投手を断念された時に、アドバイスされてことがきっかけで仲良くなる。その後、児島に打者転向を薦める。
その後病状が悪化して、入院生活を余儀なくするが児島の甲子園出場を見届け息を引き取る。
高輪（たかなわ）
外伝「疑惑のオールスター戦編」の狂言回し。元フィンガース捕手。
仁科のせいで選手生命が絶たれたと恨み、弱味を握り金を強請っている。オールスター戦で仁科を世間の晒し者にしようとする。

## 用語・設定

### ワンナウト
沖縄の米兵の間で行われていた賭野球。ピッチャーとバッターの一打席勝負で、打球がノーバウンドで外野まで飛ぶか、もしくはフォアボールなどで出塁すれば打者の勝ち、それ以外は投手の勝ち。投球は、打席の後ろの壁に描かれた四角のマスに入ればストライク、外れればボールとなる。

### ワンナウツ契約
渡久地と彩川オーナーとの間で交わされた、通常の年俸に代わる出来高払いの特殊年俸契約。渡久地がアウトを1つ取るごとにオーナーから500万円が支払われ、失点した場合は1点につき5000万円をオーナーへ支払う。
当初はただそれだけの簡単な契約だったが、後に内容を見直され、以下の細かい取り決めが設定された。
- ベンチの指示には必ず従うこと。違反した場合は違約金5億円を支払う。これには、退場処分を受けるなど、本人の過失や事故によりベンチの指示に従えなくなった場合も含まれる。
- この契約上での失点とは実際の野球の定義上での失点と異なり、投球中に失った点そのものを指すものとする。
- 試合の重要度によっては、契約のレートを変更できる（仮にレートを4倍とした場合、1アウト2000万、1失点2億となる）。レートの設定権はオーナー側にある。
- 契約内容は決して口外しないこと。もし違反した場合、違約金として5億円を支払った上、それまで積み立てられた年俸は一切無効とする。

### 新・ワンナウツ契約
二軍でクビ寸前となっていた倉井・ムルワカ・菅平の三人を一軍に上げ、その成績も渡久地の年俸に絡めた新契約。投手（渡久地と倉井）については、従来の契約と同じく1アウトでプラス500万、1失点でマイナス5000万。野手（野手であるムルワカと菅平はもちろん、渡久地と倉井が野手として打席に立った場合も適用）については、1打点する毎にプラス5000万、スリーアウトする毎にマイナス5000万となっている。
また、旧契約の条項に加え、新たに以下の項目が設定されている。
- この契約に基づく収支は、全て渡久地のみが受ける。倉井、ムルワカ、菅平の三名には一切関係ない（この契約の存在すら知らない）。
- 渡久地、倉井、ムルワカ、菅平の4人のうち、最低2人は先発出場かつ5回までは出場させる。これが守られなかった場合、渡久地が違約金5億円をオーナーに支払う。
- 4人のうち誰を出すかの決定権は渡久地にある。オーナーが監督に契約を定めた選手が出られないよう圧力をかけた場合は、オーナー側のペナルティとなる。

### オーナー協定
渡久地がリカオンズの経営権を買収した際、オーナー会議で決定されたオーナー就任の条件。
一週間を単位とし、日曜日のゲーム終了時点で
- 一週間の球団収支が黒字であること。
- 首位のチームとのゲーム差が10ゲーム以内であること。

以上2項目の内いずれか一方でも達成できなかった場合、渡久地はリカオンズの経営権をプロ野球機構に売却する。また、リーグ優勝を達成できなかった場合も同様に、機構に経営権を売却しなければならない。

### Lチケット・MVPチケット
Lチケットとは、渡久地がオーナーに就任して以降、リカオンズが主催する全てのゲームで導入された特別チケットの名称である。値段は従来の1.5倍するが、リカオンズが負けたゲームにおいては、チケット代は全額観客に返金される。
MVPチケットとは、Lチケットにあらかじめ付いている投票用紙のことである。Lチケット1枚につき、価格上昇分200円につき1枚付属してくる（1000円値上がりしたチケットの場合は5枚付属してくる）。リカオンズが試合に勝利した場合、観客はその勝利に貢献したと思われる選手の名前を書いて投票する。1枚ずつ違う選手の名前を書いてもいいし、5枚全部に同じ選手名を書いてもいい。試合終了後、集めたMVPチケットを換金し、それを選手に給料として配布する。ただし、チームが敗戦した場合、チケットは全額返金となるため、選手に給料は一切出ない。
リカオンズが主催ではないゲームの場合、リカオンズ側の入場ゲートにおいて独自にMVPチケット（1名につき5枚）が配布され、主催ゲーム同様に投票を受け付けており、あらかじめMVPチケット用として確保された原資（1試合につき3000万円）をチケットの獲得数によって配分する。ただしチームが敗戦した場合は、選手への配分は一切ない。
この制度の導入に伴い、従来の年俸は全て廃止されている。
Lチケットは、同作者の作品『LIAR GAME』にも登場しゲームに利用されている。両作品がどのようにリンクしているのかは不明だが、『LIAR GAME』の劇中のセリフから『LIAR GAME』の世界にもリカオンズは存在していることが分かる。

### 神戸マーズスタジアム
球団改革の第一弾として建設され、バックスクリーンまで約130m、両翼も軽く100mはある大型球場。
パ・リーグ球団唯一、本格的天然芝で野球のためだけに作られたスタジアムで、ブルーマーズはホーム戦では極めて高い勝率を誇る。他チームの選手たちは、これを天然芝球場と人工芝球場の違いのためと思っている。しかし、実態は城丘高志・三沢純一郎の2人によるマーズスタジアム不落城化計画によって、相手チームのミーティングルームの盗聴などが密かに仕込まれているためで、渡久地曰くイカサマを恐ろしく大胆にそして大規模に行っている「トリックスタジアム」。その他、相手ベンチ横のボールボーイに盗聴器を持たせ、盗聴した音声を城丘が確認し、スタンドの応援団の太鼓のリズムで相手チームの情報を選手に伝達するなど人を介した細工もある。天堂監督や二軍選手は不正を知らないが、一軍選手は不正による勝利を受け入れられる者のみが選ばれている。

## コミックス
1. 「Ball and Chain」 1999年06月18日 ISBN 4-08-875799-8
2. 「Should I stay, or should I go」1999年11月19日 ISBN 4-08-875854-4
3. 「Exile On Main ST.」2000年04月19日 ISBN 4-08-876012-3
4. 「Good times, Bad times」2000年12月11日 ISBN 4-08-876107-3
5. 「Get It On」2001年08月17日 ISBN 4-08-876197-9
6. 「LIGHT MY FIRE」2001年12月10日 ISBN 4-08-876248-7
7. 「Back on the chain gang」2002年06月19日 ISBN 4-08-876312-2
8. 「Welcome To The Jungle」2002年11月19日 ISBN 4-08-876370-X
9. 「Lightning Strikes」2003年04月18日 ISBN 4-08-876430-7
10. 「Pigs On The Wings」2003年10月13日 ISBN 4-08-876517-6
11. 「The Way You Move」2004年03月19日 ISBN 4-08-876588-5
12. 「Another One Bites The Dust」2004年08月19日 ISBN 4-08-876662-8
13. 「Purple Haze」2005年01月19日 ISBN 4-08-876747-0
14. 「Killing Yourself To Live」2005年06月17日 ISBN 4-08-876813-2
15. 「Here I Go Again」2005年11月18日 ISBN 4-08-876885-X
16. 「Town Called Malice」2006年04月19日 ISBN 4-08-877073-0
17. 「Have You Ever Needed Someone So Bad」2006年06月19日 ISBN 4-08-877099-4
18. 「Let It Be」2006年08月18日 ISBN 4-08-877137-0
19. 「With Or Without You」2006年11月19日 ISBN 4-08-877162-1
20. 「1999 〜 nineteen-ninetynine」2009年02月19日 ISBN 978-4-08-877602-6

## テレビアニメ
『ONE OUTS -ワンナウツ-』のタイトルで、2008年10月より2009年3月まで日本テレビほかにて放送された。コミックス第10巻の中盤（ブルーマーズ戦決着）までが描かれた。基本的には原作に忠実だが、若干の違いがある（例えば原作ではリカオンズ側がビジターだったのがアニメ版ではホームに変更されているなど）。ナレーションは窪田等。

### スタッフ
- 監督 - 佐藤雄三
- シリーズ構成 - 高屋敷英夫
- メインキャラクターデザイン - 梅原隆弘
- キャラクターデザイン・総作画監督 - 櫻井邦彦、高田晴仁、日向正樹
- 美術監督 - 上野秀行
- 色彩設計 - 堀川佳典
- 撮影監督 - 藤田賢治
- 編集 - 寺内聡
- 音楽 - 松本晃彦
- 音響監督 - 本田保則
- プロデューサー - 中谷敏夫、田村学
- アニメーションプロデューサー - 三田圭志
- アニメーション制作 - マッドハウス
- 製作著作 - ONE OUTS製作委員会（日本テレビ、D.N.ドリームパートナーズ、バップ、マッドハウス）

### 主題歌
オープニングテーマ「Bury」
歌 - Pay money To my Pain
エンディングテーマ「Moment」
歌 - TRIBAL CHAIR

### 各話リスト
| 話数   | サブタイトル       | 脚本       | 絵コンテ              | 演出         | 作画監督 （アクション作画監督） | 総作画監督                 | 放送日         |
| ------ | ------------------ | ---------- | --------------------- | ------------ | ------------------------------- | -------------------------- | -------------- |
| 第1話  | 謎の男             | 高屋敷英夫 | 佐藤雄三              | 米田和博     | 小泉初栄 （神志那弘志）         | -                          | 2008年 10月7日 |
| 第2話  | 勝負師             | 高屋敷英夫 | 池田重隆              | 池田重隆     | 高橋美香 （神志那弘志）         | 櫻井邦彦                   | 10月14日       |
| 第3話  | ワンナウツ契約     | 高屋敷英夫 | 矢嶋哲生              | 矢嶋哲生     | 繁田享 （神志那弘志）           | 日向正樹                   | 10月21日       |
| 第4話  | ナインの資格       | 高屋敷英夫 | 小野木一樹            | 小野木一樹   | 西岡夕樹、宮野都 （神志那弘志） | 高田晴仁                   | 10月28日       |
| 第5話  | 希望               | 高屋敷英夫 | 佐々木奈々子          | 佐々木奈々子 | 佐々木昌彦 （神志那弘志）       | 櫻井邦彦                   | 11月4日        |
| 第6話  | 低回転ストレート   | 広田光毅   | 細田雅弘              | 細田雅弘     | 菅野智之 （神志那弘志）         | 日向正樹                   | 11月11日       |
| 第7話  | TRICK & TRAP       | 広田光毅   | 米田和博              | 米田和博     | 小泉初栄                        | 高田晴仁                   | 11月18日       |
| 第8話  | 反則合戦           | 高屋敷英夫 | 池田重隆              | 池田重隆     | 高橋美香                        | 櫻井邦彦                   | 11月25日       |
| 第9話  | 決着               | 高屋敷英夫 | 矢嶋哲生              | 矢嶋哲生     | 繁田享                          | 日向正樹                   | 12月2日        |
| 第10話 | 知将VS勝負師       | 広田光毅   | 岩城忠雄              | 村田尚樹     | 李政權、佐藤陵                  | 高田晴仁 櫻井邦彦 日向正樹 | 12月9日        |
| 第11話 | 世界最速の男       | 広田光毅   | 佐々木守 佐々木奈々子 | 佐々木奈々子 | 菊池愛、倉田綾子                | 櫻井邦彦                   | 12月16日       |
| 第12話 | 必殺投法           | 高屋敷英夫 | 新留俊哉              | Kim Min Sun  | Kim Dae Hoon Kim Bo Kyeong      | 日向正樹                   | 12月23日       |
| 第13話 | 封印された足       | 高屋敷英夫 | 細田雅弘              | 細田雅弘     | 菅野智之                        | 日向正樹                   | 2009年 1月6日  |
| 第14話 | 9人内野            | 広田光毅   | 笹木信作              | 平尾みほ     | 小泉初栄                        | 高田晴仁                   | 1月13日        |
| 第15話 | 1人内野            | 高屋敷英夫 | 池田重隆              | 池田重隆     | 高橋美香                        | 櫻井邦彦                   | 1月20日        |
| 第16話 | トリックスタジアム | 高屋敷英夫 | 坂田純一              | 矢嶋哲生     | 繁田享、日向正樹                | 日向正樹                   | 1月27日        |
| 第17話 | インチキナックル   | 高屋敷英夫 | 横山彰利              | 佐々木奈々子 | 高炅楠、金弼康                  | 高田晴仁                   | 2月3日         |
| 第18話 | 盗まれたサイン     | 広田光毅   | 横山彰利              | 細田雅弘     | 菅野智之                        | 日向正樹                   | 2月10日        |
| 第19話 | ヤミ信号           | 広田光毅   | 矢野博之              | 中川聡       | 李政權                          | 櫻井邦彦                   | 2月17日        |
| 第20話 | 翻弄               | 高屋敷英夫 | 笹木信作              | 平尾みほ     | 小泉初栄                        | 高田晴仁                   | 2月24日        |
| 第21話 | 漏洩               | 高屋敷英夫 | 池田重隆              | 池田重隆     | 高橋美香、細居美恵子            | 櫻井邦彦                   | 3月3日         |
| 第22話 | 盗聴               | 広田光毅   | 矢嶋哲生              | 矢嶋哲生     | 細居美恵子、村谷貴志            | 日向正樹                   | 3月10日        |
| 第23話 | 攻略               | 広田光毅   | 佐々木守 佐々木奈々子 | 米田和博     | 高炅楠、金弼康                  | 高田晴仁                   | 3月17日        |
| 第24話 | 陰謀               | 高屋敷英夫 | 細田雅弘              | 細田雅弘     | 菅野智之                        | 日向正樹                   | 3月24日        |
| 第25話 | 勝利の先に…        | 高屋敷英夫 | 佐藤雄三              | 佐藤雄三     | 櫻井邦彦、高田晴仁 日向正樹     | -                          | 3月31日        |

### 放送局
| 放送地域   | 放送局                 | 放送期間                                                                | 放送日時                                                                   | 放送系列       | 備考             |
| ---------- | ---------------------- | ----------------------------------------------------------------------- | -------------------------------------------------------------------------- | -------------- | ---------------- |
| 関東広域圏 | 日本テレビ             | 2008年10月7日 - 2009年3月31日                                           | 火曜 24時59分 - 25時29分                                                   | 日本テレビ系列 | 製作委員会参加   |
| 北海道     | 札幌テレビ             | 2008年10月14日 - 2009年4月7日                                           | 火曜 25時34分 - 26時04分                                                   | 日本テレビ系列 |                  |
| 中京広域圏 | 中京テレビ             | 2008年10月24日 - 2009年1月9日 2009年1月16日 - 4月10日                   | 金曜 26時50分 - 27時20分 金曜 27時20分 - 27時50分                          | 日本テレビ系列 |                  |
| 福岡県     | 福岡放送               | 2008年11月17日 - 2009年3月30日 2009年4月5日 - 5月10日                   | 月曜 25時29分 - 25時59分 日曜 25時50分 - 26時20分                          | 日本テレビ系列 |                  |
| 近畿広域圏 | 読売テレビ             | 2008年12月1日 - 12月22日 2009年1月12日 - 3月30日 2009年4月6日 - 6月15日 | 月曜 25時54分 - 26時24分 月曜 26時19分 - 26時49分 月曜 26時44分 - 27時14分 | 日本テレビ系列 | MONDAY PARK枠    |
| 日本全域   | 日テレプラス           | 2009年3月27日 - 9月17日                                                 | 金曜 23時00分 - 23時30分                                                   | CS放送         |                  |
| 広島県     | 広島テレビ             | 2009年4月21日 - 10月6日                                                 | 火曜 24時59分 - 25時29分                                                   | 日本テレビ系列 |                  |
| 栃木県     | とちぎテレビ           | 2009年10月17日 - 2010年3月27日 2010年4月9日 - 4月30日                   | 土曜 22時30分 - 23時00分 金曜 19時30分 - 20時00分                          | 独立UHF局      |                  |
| 日本全域   | 日本映画専門チャンネル | 2010年2月15日 -3月3日                                                   | 月曜 - 金曜 25時00分 - 26時00分                                            | CS放送         | 2話連続          |
| 日本全域   | アニマックス           | 2012年2月16日 - 3月21日                                                 | 月曜 - 金曜 24時00分 - 24時30分                                            | BS/CS放送      | リピート放送あり |

本編終了後にミニコーナー『GO! GO! リカオンズ ONE OUTS スコアブック』が放送されており、スコアラー（ナビゲーター）として岡村麻純が出演している。ただし、読売テレビにおいては2009年4月以降、本コーナーの放送がカットされている。

### 作品中でのミス
- 第4話『ナインの資格』にて、ノーアウト（ランナー）3塁の状況からトリプルプレイで危機を脱するシーンがあったが、関東圏と札幌地区にて放送された分において、実況アナウンサーが「ワンアウト3塁」と間違ってアナウンスするミスが発生した。原因は、監督の佐藤が脚本に『ノーアウト3塁』と書いたものが字が汚かったせいで、『1-アウト3塁』と間違われたまま台本になったためである。後に、第8話のCパート『GO!GO!リカオンズ』にてその旨謝罪を行った（中京テレビではカットされている）。なお、中京地区以降で放送された分とDVDでは本来の「ノーアウト3塁」とアナウンスされる。